# Черепкин, Дмитрий
Дмитрий Черепкин (род. 1964) — советский биатлонист, чемпион (1990) и призёр чемпионатов СССР.

## Биография
Выступал за спортивное общество «Профсоюзы» и город Витебск.
С середины 1980-х годов выступал за сборную Белорусской ССР. В её составе на зимней Спартакиаде народов СССР 1986 года занял пятое место в эстафете.
В 1987 году на чемпионате СССР завоевал серебряную медаль в гонке патрулей в составе сборной общества «Профсоюзы». В 1990 году стал чемпионом страны в эстафете в составе сборной Белорусской ССР вместе с Игорем Хохряковым, Геннадием Карпинкиным и Сергеем Булыгиным, этот чемпионат проводился в рамках VII зимней Спартакиады народов СССР.
После распада СССР, в начале 1990-х годов завершил спортивную карьеру, на крупных международных соревнованиях не выступал.
Работает кладовщиком службы коммунально-эксплуатационного обеспечения Республиканского отряда специального назначения МЧС Беларуси. Принимает участие в ветеранских соревнованиях, в том числе в Открытом кубке Беларуси по лыжным гонкам среди любителей в своей возрастной категории, в ведомственных соревнованиях.